# Tanquecitos South Acres (Texas)
Tanquecitos South Acres es un lugar designado por el censo ubicado en el condado de Webb en el estado estadounidense de Texas. En el Censo de 2010 tenía una población de 233 habitantes y una densidad poblacional de 191,82 personas por km².

## Geografía
Tanquecitos South Acres se encuentra ubicado en las coordenadas 27°29′23″N 99°22′47″O / 27.48972, -99.37972. Según la Oficina del Censo de los Estados Unidos, Tanquecitos South Acres tiene una superficie total de 1.21 km², de la cual 1.21 km² corresponden a tierra firme y (0%) 0 km² es agua.

## Demografía
Según el censo de 2010, había 233 personas residiendo en Tanquecitos South Acres. La densidad de población era de 191,82 hab./km². De los 233 habitantes, Tanquecitos South Acres estaba compuesto por el 99.14% blancos, el 0% eran afroamericanos, el 0% eran amerindios, el 0% eran asiáticos, el 0% eran isleños del Pacífico, el 0.86% eran de otras razas y el 0% pertenecían a dos o más razas. Del total de la población el 99.14% eran hispanos o latinos de cualquier raza.